# Grand prix du jury des Utopiales
Der Grand prix du jury des Utopiales ist ein französischer Filmpreis für Werke aus dem Bereich der Science-Fiction und Phantastik, der seit 2000 im Rahmen des Festivals der Utopiales von der Festival-Jury für den besten Film beim Wettbewerb gezeigten Film verliehen wird. 
Preisträger waren:
- 2000: La sonámbula (Fernando Spiner, Argentinien)
- 2001: Avalon (Mamoru Oshii, Japan / Polen)
- 2002: Uzumaki (Higuchinsky, Japan)
- 2003: Yomigaeri (Akihiko Shiota, Japan)
- 2004: Zebraman (Takashi Miike, Japan)
- 2005: Premiers sur la Lune (Первые на Луне, Alexei Stanislawowitsch Fedortschenko, Russland)
- 2006: The Bothersome Man (Den brysomme mannen, Jens Lien, Norwegen / Island)
- 2007: Ugly Swans (Gadkie lebedi, Konstantin Sergejewitsch Lopuschanski, Russland)
- 2008: From Inside (John Bergin, USA)
- 2009: Moon (Duncan Jones, UK) / The Clone Returns Home (Kurôn wa kokyô wo mezasu, Kanji Nakajima, Japan)
- 2010: Earthling (Clay Liford, USA)
- 2011: Eva (Kike Maíllo, Spanien / Frankreich)
- 2012: Eega (S. S. Rajamouli, Indien)
- 2013: Jodorowsky’s Dune (Frank Pavich, USA)
- 2014: The Midnight After (那夜凌晨，我坐上了旺角開往大埔的紅VAN, Fruit Chan, China / Hongkong)
- 2015: Évolution (Lucile Hadzihalilovic, Frankreich / Spanien / Belgien)
- 2016: Realive (Proyecto Lazaro, Mateo Gil, Spanien / Frankreich)
- 2017: Salyut-7 (Dmitri Konstantinowitsch Kisseljow und Klim Schipenko, Russland)
- 2018: Assassination Nation (Sam Levinson, USA)
- 2019: Little Joe – Glück ist ein Geschäft (Jessica Hausner, Österreich / Deutschland / Vereinigtes Königreich)

- 2021: Belle (Mamoru Hosoda, Japan)
- 2022: Viking (Stéphane Lafleur, Kanada)
- 2023: Die Theorie von Allem (Timm Kröger, Deutschland / Österreich / Schweiz)

Siehe auch:
- Prix Utopiales